# Hussain al-Mozany
Hussain al-Mozany (arabisch حسين الموزاني, DMG Husayn al-Mawzāniyy; * 1. Januar 1954 in Amarah, Irak; gest. 7. Dezember 2016 in Berlin) war ein irakischer Schriftsteller, der seit 1980 in Deutschland lebte.

## Leben
Hussain al-Mozany, der aus dem Süden des Iraks stammte, wuchs in Bagdad auf. 1978 verließ er den Irak und ging als Journalist in den Libanon; 1980 wechselte er ins bundesrepublikanische Exil. Er studierte Arabistik, Islamwissenschaft, Germanistik und Publizistik an der Universität Münster. Von 1991 bis 1993 hielt er sich zu Forschungszwecken in Kairo auf; anschließend schloss er sein Studium mit einer Arbeit über den ägyptischen Autor Nagib Mahfuz ab. al-Mozany hat zwei Kinder und lebte bis zu seinem Tod mit seiner Lebensgefährtin in Berlin.
Hussain al-Mozany schrieb als Journalist in arabischer Sprache und übersetzte daneben moderne deutsche Autoren aus dem Deutschen ins Arabische. Im Laufe seines Aufenthalts in Deutschlands ging er dazu über, auch die eigenen Werke in deutscher Sprache zu verfassen. Sein Romandebüt „Der Marschländer“ ist die literarische Verarbeitung seiner Flucht aus dem Irak; „Mansur oder Der Duft des Abendlands“ ist eine Groteske mit pikaresken Zügen über das Leben im Irak und das deutsch-arabische Verhältnis. „Das Geständnis des Fleischhauers“ ist ein Psycho-Thriller mit Handlungsort in Köln und Kairo, in dem es unter anderem darum geht, wie in Köln geklüngelt und Geschäfte gemacht werden, und warum einer in Kairo auf Brautschau geht.
Hussain al-Mozany erhielt 2003 den Förderpreis zum Adelbert-von-Chamisso-Preis. 2009 übernahm er die Chamisso-Poetikdozentur an der TU Dresden.

## Werke
- Der Marschländer. Frankfurt am Main 1999, ISBN 3-930761-17-3
- Mansur oder Der Duft des Abendlandes. Leipzig 2002
- Das Geständnis des Fleischhauers. Berlin 2007, ISBN 978-3-89930-179-3
- Parallelwelten. Dresden 2011, ISBN 978-3-939888-80-2